# 春秋社
株式会社春秋社（しゅんじゅうしゃ）は、日本の出版社。仏教を主とした宗教書を軸に哲学、思想、心理、文学、音楽の各部門の専門書・入門書を刊行している。ほかに音楽書の『世界音楽全集 ピアノ篇』シリーズで、井口基成編集による校訂版は1949年に初出版。

## 概要

### 所在地
- 本社 〒101-0021  東京都千代田区外神田二丁目18-6
- 倉庫 〒134-0015  東京都江戸川区西瑞江五丁目4-8

## 沿革
1918年（大正7年）8月22日、神田豊穂、古館清太郎、加藤一夫、直木三十五らにより創設される。なお、これは法的な登記上の話であり、実質的には神田豊穂と古館清太郎によるものとされる。わんや書店で総編集長をしていた神田が、編集助手の古舘に相談して創業を決意し、加藤一夫、直木三十五、中尾文次郎を加え、東京市日本橋区に事務所を構えた。
直木が処女出版として『トルストイ全集』を提案し、編集者として木村毅、柳田泉、浜田広介、監修者として内田魯庵、片上伸、昇曙夢、翻訳者として米川正夫、中村白葉らが動員される。新聞広告を出してから3日ほどで予約が殺到し、当時の相場が初刷500部であるのに対し、3000部を超える申し込みがあった。これにより、春秋社は基盤を固めた。
1919年（大正8年）、神田神保町に新事務所を構える。1921年（大正10年）、西田天香の『懺悔の生活』と中里介山の『大菩薩峠』が大ヒットとなる。昭和恐慌の後の円本ブームに『世界大思想全集』を出し、莫大な利益を得る。その利益で、1928年（昭和3年）に日本橋呉服橋に自社ビルを建造し、静岡県田方郡伊東町に別荘を購入する。
1935年（昭和10年）、株式会社春秋社に改組する。1941年（昭和16年）、神田豊穂が逝去。1945年（昭和20年）、戦災によって社屋在庫品や紙型の一切を消失する。
息子の神田龍一が復員後に社長となり、1947年（昭和22年）に社屋を千代田区外神田に移して出版活動を開始する。入社させた戦友の1人が一橋大学出身だったこともあり、一橋大学の教科書類を春秋社が一手に引き受けることになる。
1976年（昭和51年）、新社屋を落成させる。

## 創業者・神田豊穂
神田豊穂（1884年 - 1941年）は、茨城県出身、麻布中学校卒、久米邦武の書生、1911年わんや書店に入り、『能楽雑誌』の編集に当たる。1918年独立。中里介山と親しく、能楽研究でも知られたが晩年失明。長男・神田龍一が後を継ぐ。三男貢は鷲尾雨工の養子となる。社の幹部として野口兵蔵、香原一勢がいる。著書に『皇室皇族聖鑑』（東洋文化協会　1933年）、翻訳にトルストイ『神の国は爾曹の衷にあり』（春秋社、1922年）がある。

## 主な発行物
- トルストイ全集
- ドストエフスキー全集
- 懺悔の生活（西田天香著）
- 日本歌謡集成（高野辰之編）
- 大菩薩峠（中里介山著）
- 世界大思想全集
- 世界音楽全集
- 鉄道交通全書
- 日本歴史叢書
- 現代経済学全集
- 現代会計学全集
- ハイエク全集
- 中村元選集
- 道元禅師全集

他多数。